# 普拉亞達維多利亞
普拉亞達維多利亞（葡萄牙語：Praia da Vitória，葡萄牙語發音：[ˈpɾajɐ ðɐ viˈtɔɾi.ɐ] ⓘ，意为「勝利海灘」）是葡萄牙的一個市镇，位於亞速爾群島。2011年，普拉亞達維多利亞有人口21,035人，是特塞拉岛上人口第二多的行政區。面積161.27平方（62.27平方英里），覆盖了从北部海湾到岛中部的区域。普拉亞達維多利亞是滑浪風帆運動的勝地。

## 外部連結
- Photos from Praia da Vitória （页面存档备份，存于）